# One More Light Live
| 評論得分 | 評論得分 |
| 來源     | 評分     |
| -------- | -------- |
| AllMusic | [ 1 ]    |

《One More Light Live》是由美国摇滚乐队林肯公园于2017年12月15日发布的第三张现场版合辑CD。专辑中的歌曲是乐队在2017年的光芒再现巡演过程中录制的。该专辑是乐队主唱查斯特·班宁顿死后发行的第一部作品。

## 背景
林肯公园在2017年5月6日，阿根廷布宜诺斯艾利斯的马克西姆斯音乐节上，开启了乐队的专辑巡演。他们在南美洲之行中又表演了三场演唱会之后，回到了美国在一些促销节目上露面，其中就包括了一场吉米·坎摩尔直播秀。
之后乐队前往了欧洲，计划将在欧洲表演共计16场演唱会，计划需要1个月。 欧洲巡演于2017年6月9日在法国布雷蒂尼开始。 这次欧洲巡演将乐队带入了包括Download Paris, Hellfest, Impact和Southside等诸多的音乐节中。 林肯公园在欧洲巡演结束前参加了一场伦敦的背对背节目。乐队的欧洲巡演在英国英格兰伯明翰结束，这也是贝宁顿和乐队在一起的最后一场表演的所在地。
乐队原计划还要在接下来的几天中，前往曼彻斯特进行表演，但由于2017年5月发生于爱莉安娜·格兰德的演唱会途中的一次恐怖袭击，导致演唱会场依旧处于损坏的状态，而导致此次计划被取消。
在2017年7月20日，班宁顿在其位于帕洛斯弗迪斯庄园的家中，死于自杀。 在其死亡之后，林肯公园就取消了原计划于在其死后的一周后继续开展的所有光芒再现专辑巡演。
这一张现场专辑捕捉了班宁顿和乐队一起在这次欧洲巡演中，所一起表演的16首歌曲。

## 单曲列表
| 曲序     | 曲目                          | 時長  |
| -------- | ----------------------------- | ----- |
| 1.       | Talking to Myself             | 5:16  |
| 2.       | Burn It Down                  | 4:13  |
| 3.       | Battle Symphony               | 3:45  |
| 4.       | New Divide                    | 4:30  |
| 5.       | Invisible                     | 4:30  |
| 6.       | Nobody Can Save Me            | 3:59  |
| 7.       | One More Light                | 4:19  |
| 8.       | Crawling                      | 3:29  |
| 9.       | Leave Out All the Rest        | 4:50  |
| 10.      | Good Goodbye（feat. Stormzy） | 4:08  |
| 11.      | What I've Done                | 4:33  |
| 12.      | In the End                    | 3:48  |
| 13.      | Sharp Edges                   | 4:47  |
| 14.      | Numb                          | 3:50  |
| 15.      | Heavy                         | 2:58  |
| 16.      | Bleed It Out                  | 4:57  |
| 總時長： | 總時長：                      | 67:50 |

## 演唱会人员简介
林肯公园
- 查斯特·班宁顿 – 主唱
- 罗伯·巴登 – 鼓、打击乐器
- 布莱德·德尔森 – 主音吉他、和音
- 戴维·法雷尔  – 贝司、和音
- 乔·汉恩  – 碟机、采样、和音
- 麥克·篠田 – 主唱、旋律吉他、键盘、旋律吉他、钢琴

其他音乐家
- 斯托姆齐 – "Good Goodbye"中提供说唱

## 专辑榜排名图表
| 专辑榜排名表 (2017–18)                    | 最高排名 |
| ----------------------------------------- | -------- |
| 澳大利亞（ARIA專輯榜）                    | 20       |
| 奧地利（奧地利Ö3專輯榜）                  | 11       |
| 比利時法蘭德斯（Ultratop專輯榜）          | 25       |
| 比利時瓦隆（Ultratop專輯榜）              | 45       |
| 加拿大（《告示牌》Canadian Albums Chart） | 29       |
| 荷蘭（MegaCharts專輯榜）                  | 10       |
| 德國（Offizielle Top 100專輯榜）          | 7        |
| 匈牙利（MAHASZ專輯榜）                    | 6        |
| New Zealand Albums (RMNZ)                 | 32       |
| 波蘭（ZPAV專輯榜）                        | 28       |
| 葡萄牙（AFP專輯榜）                       | 15       |
| 蘇格蘭（OCC專輯榜）                       | 40       |
| 瑞士（Schweizer Hitparade專輯榜）         | 7        |
| 英國（OCC專輯榜）                         | 32       |
| 英國（OCC搖滾和金屬專輯榜）               | 1        |
| 美國（《告示牌》Top Alternative Albums）  | 2        |
| 美国（《告示牌》200）                     | 28       |
| 美國（《告示牌》Top Hard Rock Albums）    | 2        |
| 美國（《告示牌》Top Rock Albums）         | 3        |